# Blarina
Pour l'espèce de Star Wars, voir blarina.
Genre
Le genre Blarina comprend quatre espèces de musaraignes d'Amérique.
Leur salive contient des substances neurotoxiques.

## Liste des espèces
- Blarina brevicauda (Say, 1823) - Grande musaraigne
- Blarina carolinensis (Bachman, 1837)
- Blarina hylophaga Elliot, 1899
- Blarina peninsulae Merriam, 1895

## Ecoépidémiologie
Selon une étude écoépidémiologique nord américaine publiée en 1990, les musaraignes de ce genre (Blarina) comptent parmi les espèces-réservoir de la babésiose, et de la maladie de Lyme (maladie émergente en pleine expansion aux États-Unis et dans une grande partie de l'hémisphère nord.